# Nicolepeira
Nicolepeira es un género de arañas araneomorfas de la familia Araneidae. Se encuentra en Chile.

## Lista de especies
Según The World Spider Catalog 12.0:
- Nicolepeira bicaudata (Nicolet, 1849)
- Nicolepeira flavifrons (Nicolet, 1849)
- Nicolepeira transversalis (Nicolet, 1849)